# 粗壮耳蕨
粗壮耳蕨（学名：Polystichum robustum）为鳞毛蕨科耳蕨属下的一个种。

## 扩展阅读
- 維基物種上的相關：粗壮耳蕨